# Aeroportul Hammerfest
Aeroportul Hammerfest (IATA: HFT, ICAO: ENHF) este un aeroport din Comuna Hammerfest, Finnmark, Norvegia ce deservește zona Comuna Hammerfest. Aeroportul a fost tranzitat în 2022 de 155.493 de pasageri. A fost deschis în 1974 și numit după zona deservită.
Situat la o altitudine de 80 m, aeroportul dispune de 1 pistă. Este operat de Avinor⁠(d).

## Infrastructură

### Piste
Aeroportul dispune de o singură pistă. Pista 04/22 are suprafața de asfalt și dimensiunile 933 m × 30 m. 